# Fovizam
Fovizam (fra. fauvisme, od fauve - zvijer) je naziv za način slikanja umjetničke skupine francuskih umjetnika koja je osnovana 1905. godine u Parizu. Vođe pokreta bili su Henri Matisse i André Derain. Naziv fovizam dolazi od francuskog kritičara Louisa Vauxcellesa koji ih je nazvao "les fauve" (fra. zvijeri) na što su fovisti s oduševljenjem prihvatili taj naziv.

## Umjetnici i stil
Osim Matissea i Derain, ostali umjetnici fovizma su: Albert Marquet, Charles Camoin, Louis Valtat, Henri Evenepoel, Maurice Marinot, Karl Pärsimägi, Jean Puy, Maurice de Vlaminck, Henri Manguin, Raoul Dufy, Othon Friesz, Georges Rouault, Jean Metzinger, Kees van Dongen i Georges Braque (naknadno Picassov suradnik u kubizmu).
Glavno obilježje fovističke umjetnosti je žestina boja i deformacija likova. Na slikama se primjećuje i odsutnost perspektivnih zakona. U djelima njegovih najistaknutijih predstavnika i osnivača (Georges Rouault, Henri Matisse, Maurice de Vlaminck, André Derain) mogu se ipak vidjeti iskustva impresionista – čiste boje bez crne, toplo-hladne boje za svjetlo i sjene. Također se može prepoznati i utjecaj Gauguina i Van Gogha u smjelosti i čvrstoći poteza kistom. Fovisti su rabili isključivo čiste boje iz tube i postavljali su razne snažne boje jednu uz drugu. Sam fovistički nesklad forme i čistih boja nije bio tako "divlji"; on se osnivao na spoju kvalitativnih i kvantitativnih komplementarnih osobina boja. Dakle, oblici su bili prilagođeni bojama.
Fovizam je posredovao pojavu kubizma, potakao razvoj njemačkog ekspresionizma. Osmi toga, utjecao je i na talijanski futurizam i omogućio pojavu apstraktne umjetnosti te stvorio preduvjete pojavi nadrealizma.

## Vanjske poveznice
| portal: likovna umjetnost | portal: likovna umjetnost |

- Fovističke slike trajne postavke u "National Gallery of Art". (engl.)
- Fovizam: Divlje zvijeri ranog dvadesetog stoljeća. (engl.)
- Kronologija likovne umjetnosti prve trećine 20. st.